# Смирнов, Василий Фёдорович
Василий Фёдорович Смирнов (11 июля 1885, Пырешево, Кинешемский уезд, Костромская губерния, Российская империя — 23 февраля 1957, Чеганово, Ивановская область) — председатель колхоза им. XVII партсъезда Кинешемского района Ивановской области.

## Биография
Родился в 1885 году в деревне Пырешево Кинешемского уезда, Заволжского района Ивановской области в крестьянской семье. В десять лет пошел работать пастухом, потом был кашеваром на барже, затем учеником штукатура, работал на фабрике. С 1930 года работал помощником мастера Красноволжского хлопчатобумажного комбината.
В 1931 году, в период коллективизации, по партийному призыву направлен работать в сельское хозяйство. Был избран председателем сельхозартели в селе Чеганово. В 1935 году произошло укрепление сельхозартели, и новому колхозу присвоили имя XVII партсъезда.
Благодаря умелому руководству, грамотной организации сельхозработ колхоз стал одним из ведущих в области. В 1948 году труженики колхоза выступили с почином достичь 100-пудового урожая зерновых. Обязательство было выполнено. В 1948 году в колхозе был получен урожай ржи 29 центнеров с гектара на площади 75 гектаров.
Указом Президиума Верховного Совета СССР от 12 марта 1949 года за получение высоких урожаев ржи в 1948 году Смирнову Василию Фёдоровичу присвоено звание Героя Социалистического Труда с вручением ордена Ленина и золотой медали «Серп и Молот».
Этим же Указом высокое звание было присвоено трактористам Заволжской МТС работавшим на полях колхоза имени XVII партсъезда Зайцеву Дмитрию Михайловичу и Смирнову Анатолию Михайловичу.
Руководил колхозом 24 года. Опыт его работы неоднократно освещался в областной печати. Жил в селе Чеганово. Скончался 23 февраля 1957 года на 72 году жизни после тяжелой и продолжительной болезни. Похоронен на кладбище села Чеганово.

## Память
В 1973 году в Ивановской области была учреждена премия имени Василия Федоровича Смирнова.

## Награды
Награждён орденом Ленина, медалями